# Panneau d'indication de conditions particulières de circulation en France
Le panneau d'indication de conditions particulières de circulation est, en France, un panneau de signalisation carré à fond bleu, bordé d’un listel blanc, portant en son centre plusieurs flèches de couleur blanche représentant des voies de circulation avec l'ajout d'un idéogramme représentant un panneau de prescription sur une ou plusieurs d'entre elles. Il est codifié C24a.

## Usage
La signalisation de certaines conditions particulières de circulation (nombre de voies, sens de circulation par voie ou indications) concernant une ou plusieurs voies de la chaussée est facultative. Lorsqu’elle est jugée utile, elle doit être assurée au moyen du panneau de type C24a. Il doit être exclusivement implanté en signalisation de position.
La présignalisation de conditions particulières de circulation consistant en un danger ou une prescription, concernant une ou plusieurs voies de la chaussée, est facultative. Le panneau C24a peut être utilisé, exclusivement en présignalisation. Cette présignalisation ne dispense pas de l’implantation en signalisation de position des panneaux de prescription.

Exemples d'utilisation du panneau C24a
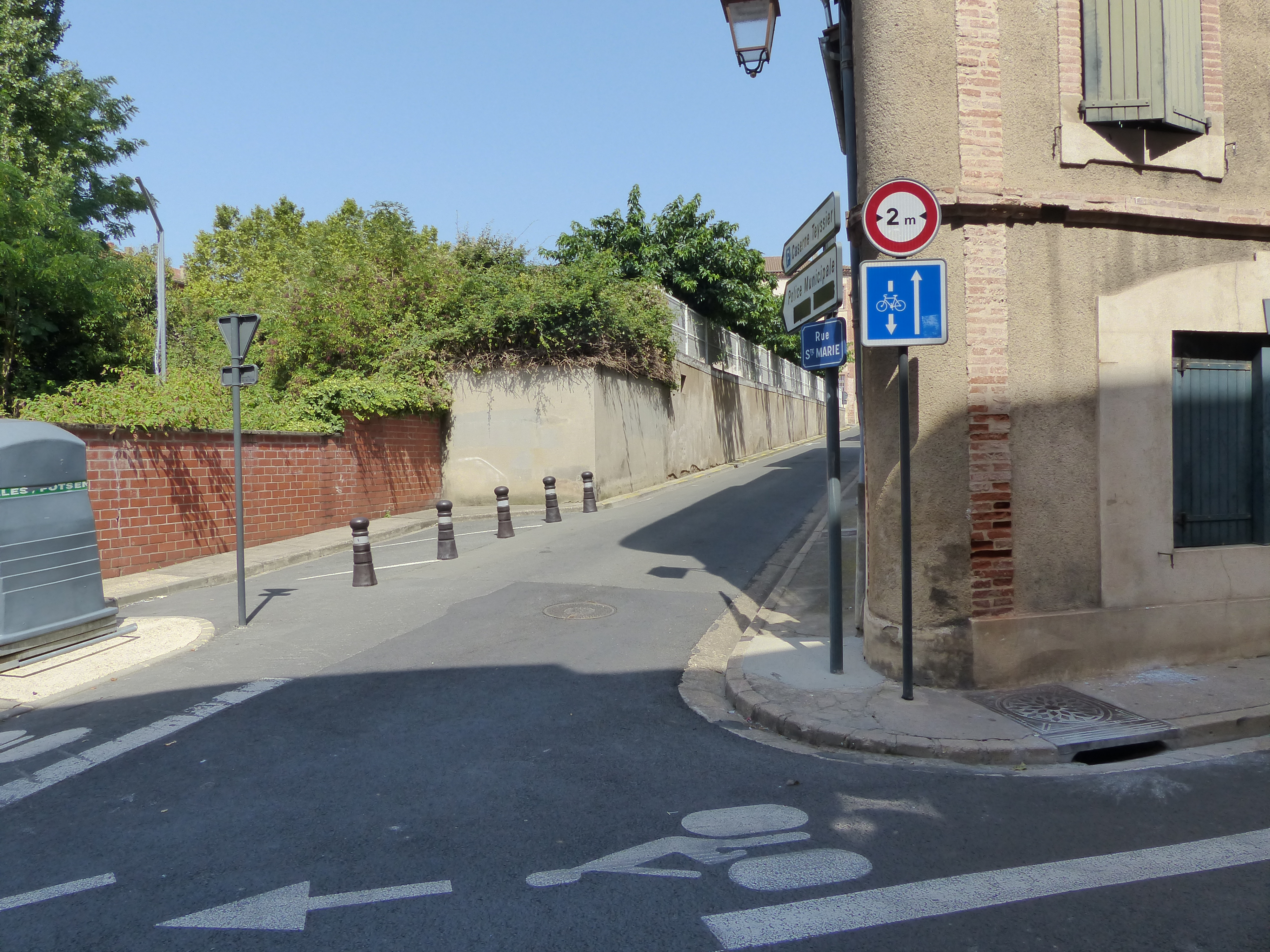
Rue dont le sens inverse de circulation est réservé aux cyclistes.
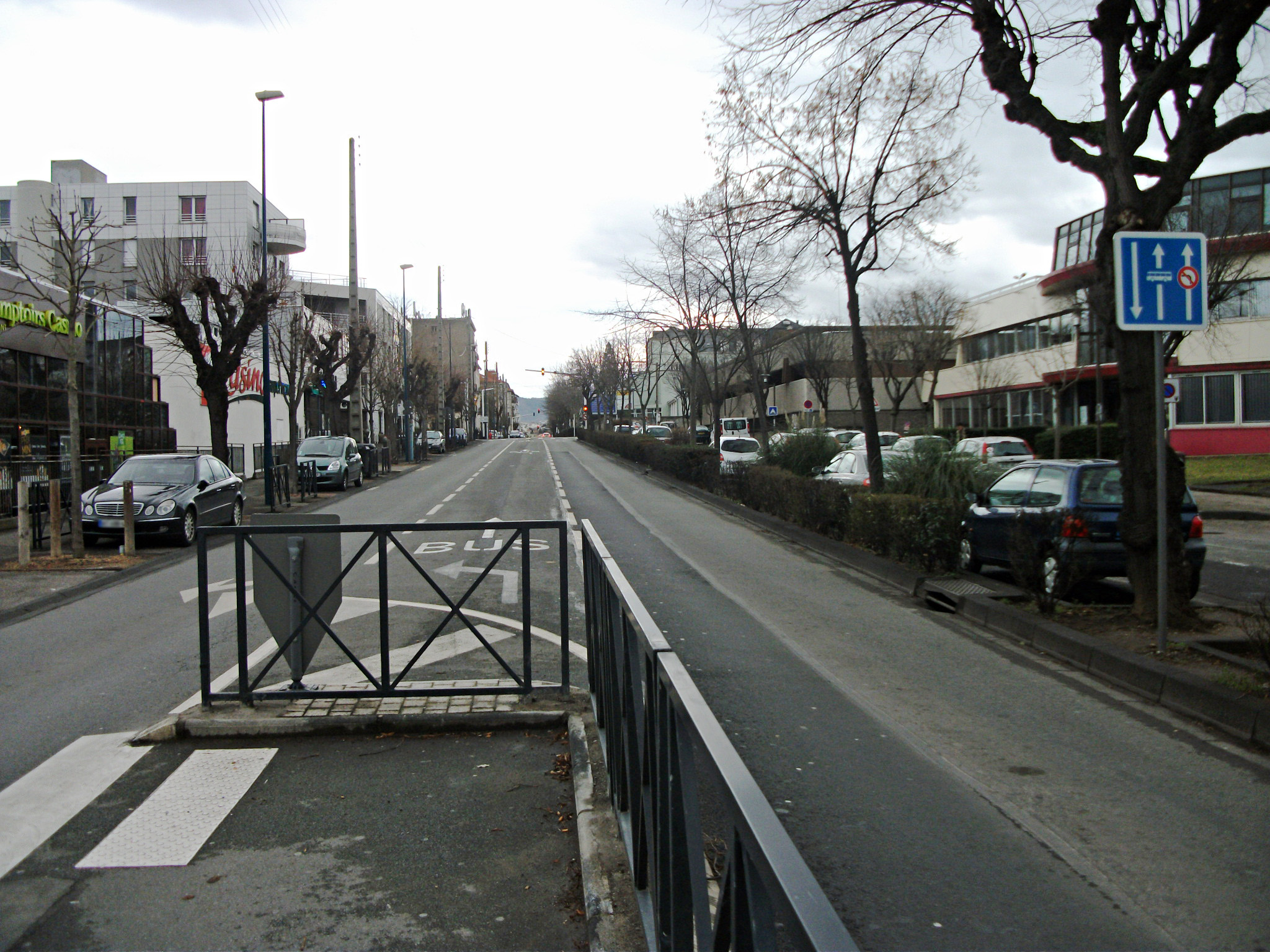
Voie de gauche réservée aux bus, voie de droite avec panneau d'interdiction de tourner à gauche.
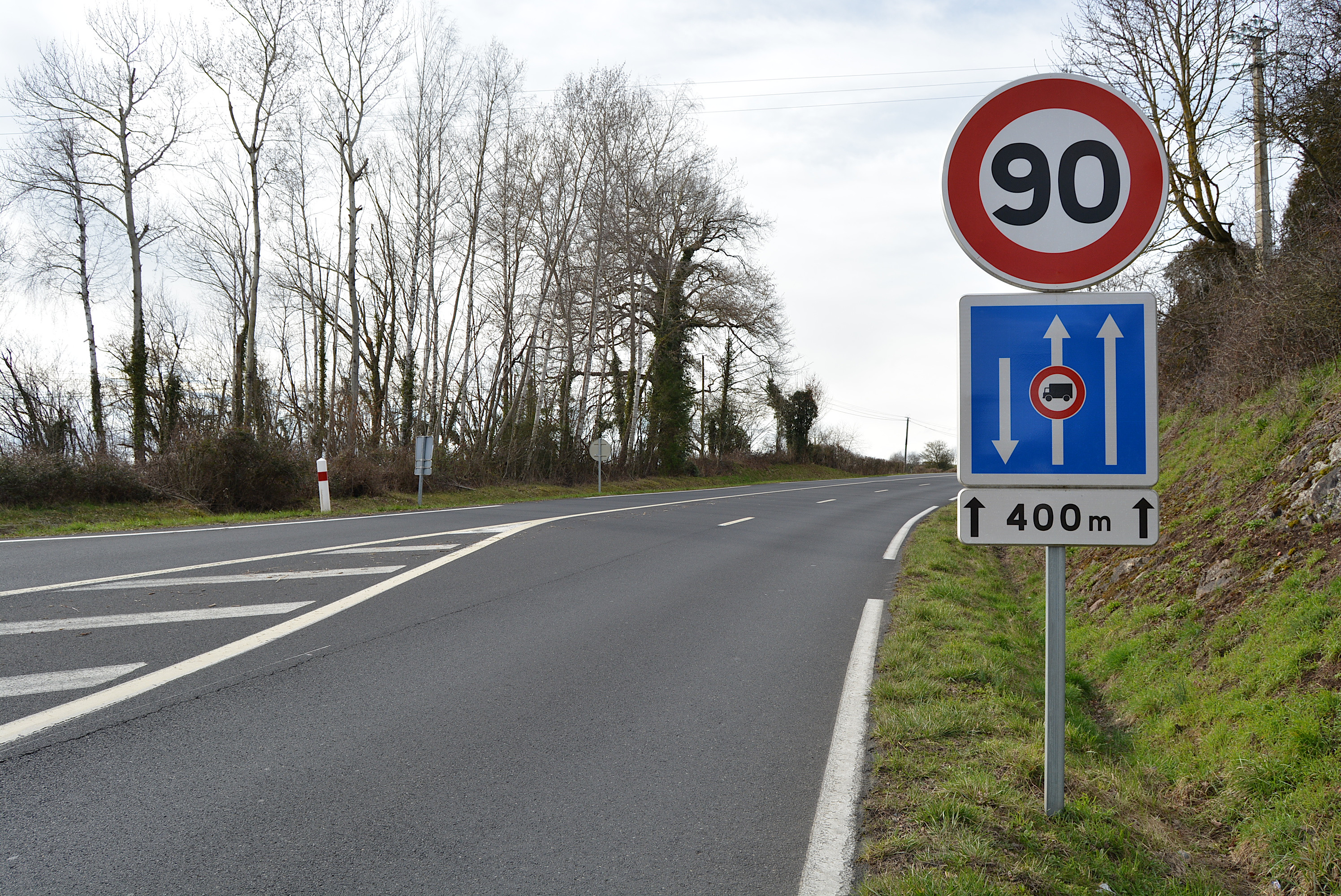
Créneau de dépassement : deux voies de circulation (voie de gauche interdite aux poids lourds) et une voie dans l'autre sens.
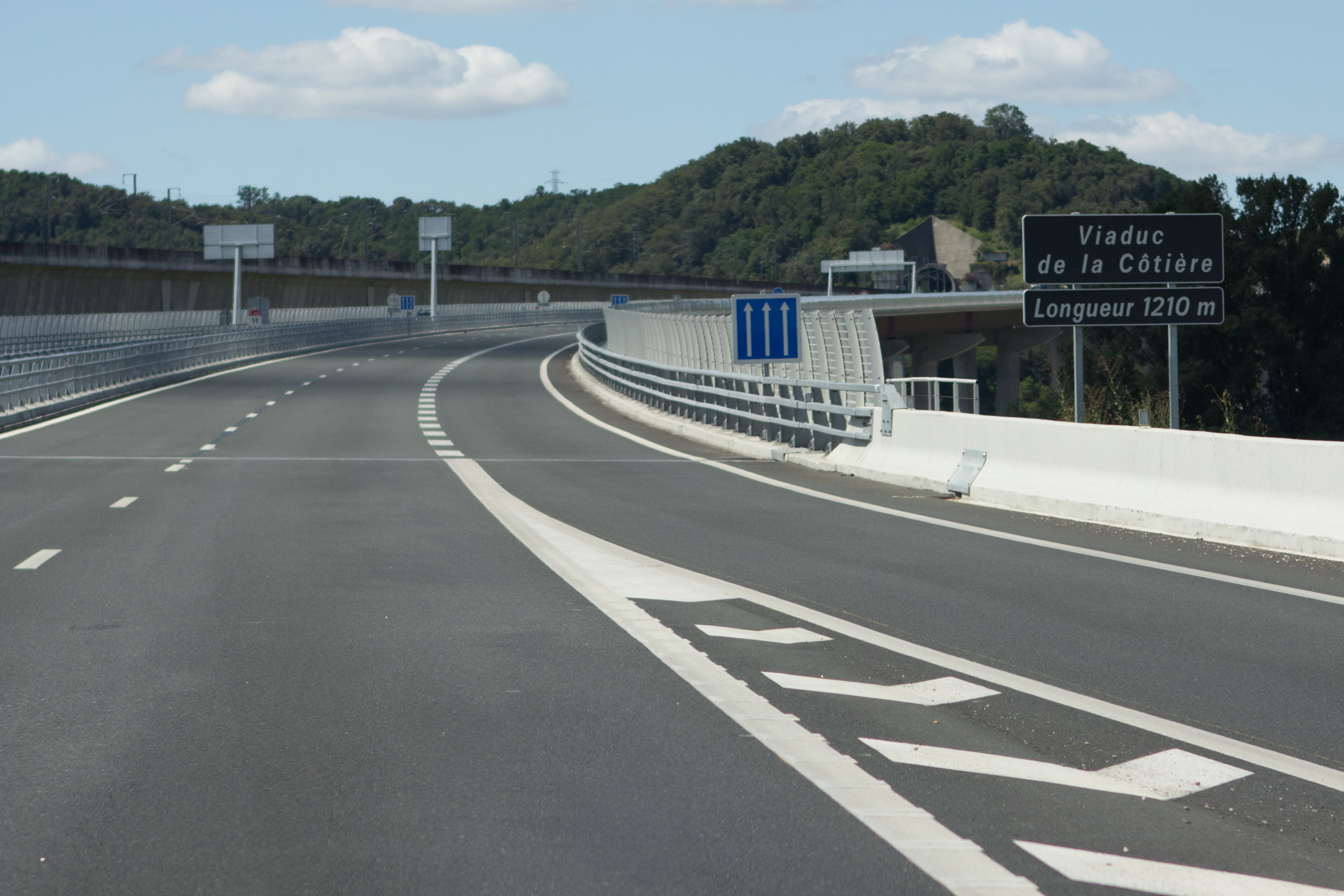
Autoroute avec trois voies de circulation.

## Caractéristiques
Il existe sept gammes de dimensions pour le panneau d’indication C1b, de forme carrée, contrairement aux autres familles de panneaux triangulaires, ronds ou le STOP qui en comprennent cinq. Les deux dimensions complémentaires sont les dimensions dites « supérieure » (1 200 mm de côté nominal) et « exceptionnelle » (1 500 mm de côté nominal).

## Implantation

### Distance latérale
Sauf contrainte de site, la distance entre l’aplomb de l’extrémité du panneau situé du côté de la chaussée et la rive voisine de cette extrémité ne doit pas être inférieure à 0,70 m.
En rase campagne, les panneaux sont placés en dehors de la zone située en bord de chaussée et traitée de telle façon que les usagers puissent y engager une manœuvre de redirection ou de freinage dite « zone de récupération », ou leur support au minimum à 2 m du bord voisin de la chaussée, à moins que des circonstances particulières s’y opposent (accotements étroits, présence d’une plantation, d’une piste cyclable, d’une voie ferrée, etc.).
En agglomération, les panneaux sont placés de manière à minimiser la gêne des piétons.
Le support d’un signal peut aussi être implanté sur une propriété riveraine ou ancré à une façade après accord du propriétaire ou par application si cela est possible en vertu du décret-loi du 30 octobre 1935 et du décret 57180 du 16 février 1957.

### Hauteur au-dessus du sol
En rase campagne, la hauteur réglementaire est fixée en principe à 1 m (si plusieurs panneaux sont placés sur le même support, cette hauteur est celle du panneau inférieur), hauteur assurant généralement la meilleure visibilité des panneaux frappés par les feux des véhicules. Elle peut être modifiée compte tenu des circonstances locales soit pour assurer une meilleure visibilité des panneaux, soit pour éviter qu'ils masquent la circulation .
En agglomération, lorsqu’il y a un éclairage public, les panneaux peuvent être placés à une hauteur allant jusqu’à 2,30 m pour tenir compte notamment des véhicules qui peuvent les masquer, ainsi que de la nécessité de ne gêner qu’au minimum la circulation des piétons.

### Position de la face
Le plan de face avant d'un panneau implanté sur accotement ou trottoir doit être légèrement incliné de 3 à 5° vers l’extérieur de la route afin d'éviter le phénomène de réflexion spéculaire qui peut, de nuit, rendre le panneau illisible pendant quelques secondes.

## Visibilité de nuit
Les panneaux et panonceaux de signalisation doivent être visibles et garder le même aspect de nuit comme de jour. Les signaux d’indication sont tous rétroréfléchissants ou éventuellement dans certaines conditions définies ci-dessous, éclairés.
Les revêtements rétroréfléchissants doivent avoir fait l’objet, soit d’une homologation, soit d’une autorisation d’emploi à titre expérimental. La rétroréflectorisation porte sur toute la surface des panneaux et panonceaux à l’exception des parties noires ou grises.

### Ouvrages utilisés
- Marina Duhamel-Herz, Un demi-siècle de signalisation routière : naissance et évolution du panneau de signalisation routière en France, 1894-1946, Paris, Presses de l’École nationale des Ponts et Chaussées, décembre 1994, 151 p. (ISBN 2-85978-220-6)
- Marina Duhamel-Herz et Jacques Nouvier, La signalisation routière en France : de 1946 à nos jours, Paris, AMC Éditions, novembre 1998, 302 p. (ISBN 2-913220-01-0)